# Crítica de cinema
La crítica de cinema o crítica cinematogràfica és l'anàlisi i avaluació de pel·lícules, de manera individual o col·lectiva. Bàsicament és de dos tipus: la crítica periodística, que apareix en diaris i altres mitjans de comunicació de masses, i la crítica acadèmica, feta per estudiosos de la teoria cinematogràfica i publicada en revistes acadèmiques.

## Història de la crítica cinematogràfica
Les pel·lícules van aparèixer a finals del segle xix, no obstant això les crítiques cinematogràfiques no van aparèixer fins als anys 90. El primer treball que va servir com a crítica d'una pel·lícula va sortir de The Optical Lantern i Cinematograph Journal, després el Bioscope l'any 1908. No va ser fins a la dècada de 1920 que els crítics van començar a analitzar pel·lícules, ja que van considerar que el mèrit i valor d'aquestes. Que no sols eren entreteniment sinó que ajudaven als espectadors a entendre millor les històries. El 1930, les pel·lícules van captar l'atenció del públic, es van desenvolupar conceptes d'estrellat i els actors van esdevenir celebritats en el cinema. Això també va suposar un augment de l'obsessió amb la crítica, per la qual cosa sovint es veien crítics a les catifes vermelles i a grans esdeveniments amb els actors. En la dècada del 1940 van sorgir noves formes de crítiques. Una es va acostar al format d'assaigs, analitzant pel·lícules amb un encant i estil distintiu per tal de persuadir el seu costat de l'argument. Va ser l'aparició d'aquests estils que van portar la crítica cinematogràfica al corrent principal, cridant l'atenció de moltes revistes populars; això va fer que les crítiques cinematogràfiques es trobessin en la majoria de mitjans. Amb el pas de les dècades la fama dels crítics va créixer i va donar lloc a noms famosos com James Agee, Andrew Sarris, Pauline Kael. I d'actuals com Roger Ebert i Peter Travers.

## Crítica periodística
Aquests crítics de cinema fan ressenyes de les estrenes en premsa escrita, revistes i ràdio. El resum de la trama i la descripció de la pel·lícula, que constitueixen la major part de la seva anàlisi, poden tenir un paper decisiu en el fet que la gent decideixi anar-la a veure o no. L'impacte de les crítiques en la recaptació en taquilla, doncs, és un tema en discussió.

## Crítica acadèmica
Aquests són els que fan una aproximació acadèmica en la seva anàlisi, i va lligada a la teoria del cinema i als estudis de cinema. Els crítics de cinema intenten arribar a entendre per què funciona la pel·lícula, com funciona, què significa, i quins efectes té sobre les persones. En lloc d'escriure per a publicacions de gran consum els seus articles es publiquen en revistes especialitzades, que tendeixen a estar vinculades amb editorials.
Alguns crítics acadèmics notables són André Bazin, Jean-Luc Godard i François Truffaut (tots ells de Cahiers du cinéma), Kristin Thompson, David Bordwell i Serguei Eisenstein.

## Ètica i cinema
Des dels seus inicis, el cine ha desplegat moltes problemàtiques d’ètica. Amb el creixement i expansió de la indústria cinematogràfica, aquests temes van arribar a un públic cada cop més massiu, i des de llavors s'han generat interessants debats tant de manera externa com interna amb els àmbits acadèmics. L’aparició de la tecnologia digital va imprimir un nou gir i avui existeix una renovada onada de passió cinematogràfica. La possibilitat de filmar i projectar en alta qualitat a baixos costos, l’accés a pantalles de grans dimensions i a sofisticats sistemes d’àudio ha estès l’experiència del cine molt més enllà de les sales comercials. D’aquesta manera, l’excel·lència tecnològica permet l’accés a vàries fonts, renovant així l’ocasió d’un acte expectant i creador. Paral·lelament, ha augmentat sensiblement el tractament de qüestions ètiques de la ciència i la tecnologia, com també la inclusió de problemes relatius als drets humans. La producció estètica, associada a la reflexió conceptual i a les iniciatives comunitàries, s'ha anat transformant en una eina important de perspectiva del canvi social. Un relleu del panorama disponible mostra que les qüestions ètiques es plantegen en el cine des d’una nova perspectiva. Per una banda, quan el cine es proposa de manera explícita portar a la pantalla debats ètics contemporanis; per l’altra, quan espectadors i analistes troben en l’obra d’art l’ocasió per la reflexió moral i ètica, sorprenent molts cops els propòsits inicials del seu realitzador. En ambdues ocasions, el resultat és una extraordinària experiència de pensament i acció.
La Universitat de Buenos Aires porta realitzant un Congrés Internacional d’Ètica i Cine en Línia des del 2011 de manera ininterrumpuda.

## El pas de la crítica escrita a nous formats
Tot i la invenció de la imatge en moviment, no significa que s'utilitzés aquesta innovació per analitzar les produccions que en sortirien. Com bé es diu al principi, no és fins al 1920 quan es comença a prendre consciència de realitzar una certa anàlisi de les pel·lícules que anaren enregistrant-se. Aquestes primeres es redactaren en format escrit en els mitjans de llavors (premsa, revistes, alguna ressenya en alguna ràdio, entre altres). Llavors, no era un problema perquè l'àmbit escrit era molt usual, no existia encara una interacció amb la tecnologia com avui en dia. El problema apareix quan, entrat en el segle xx, comença a aparèixer una generació que, no acostumada a l'àmbit escrit, es va endinsant en aquest àmbit tecnològic, deixant el format escrit.

Icona del podcasting en dispositius iOS (Apple).

És quan la crítica ha de buscar una nova manera d'adaptar-se a aquests nous mitjans de l'actualitat, tal com ho fa el seu objecte d'estudi, així seguir desenvolupant les respectives reflexions fílmiques, qui sap si d'una manera més rica. Va ser a principi del segle XXI que es va produir un petit canvi dins el sector de les publicacions digitals cinematogràfiques autòctones, on els respectius autors van començar a utilitzar aquest àmbit web per vehicular els seus discursos. No obstant això, va ser un petit canvi, ja que encara hi ha forces crítics que segueixen treballant amb el format original escrit i amb paper, tot i que no treu la necessitat de modernitzar-se. Tal com diu el crític Tonio L. Alarcón: «siempre va a existir una cierta barrera generacional, eso es inevitable, pero eso no quita que pueda producirse una cierta sintonía a la hora de (intentar) hablar de cine».
Alguns d'aquests nous formats de crítica audiovisual són el podcàsting i el vídeoassaig. Un dels aspectes que més es destaca del podcast, a part de la proximitat amb el lector a través de la veu, és la possibilitat d'improvisació que aporta a un en directe, la qual pot provocar un encadenament de diverses reflexions que, a vegades, arriben a transgredir la idea inicial que es tenia sobre un determinat concepte. A més, per evitar la monotonia de la interlocució verbal i els silencis, així incrementar aquest dinamisme, s'hi incorporen diferents recursos sonors com músiques, tràilers, etcètera.
L'altre format comentat és la vídeo crítica a través de plataformes com YouTube. Els avantatges que té aquest ús audiovisual de la crítica es podrien agrupar en tres, els quals aporten un toc força positiu a la respectiva reflexió fílmica: un increment del dinamisme del contingut al tenir el format àudio amb la veu, i el visual a través de la gestualitat del propi interlocutor, i els diferents elements externs que s'hi incorporen per evitar la monotonia de la verbalitat (imatges fora de context, tràilers o vídeos interessants, melodies estranyes que aporten un toc interessant al conjunt, entre altres); la brevetat del contingut que agilitza el visionat; i l'auge de la creativitat i originalitat en la realització de la respectiva crítica, ja que no hi ha un model fix a seguir.
Tal com està la situació crítica, sembla que és de vital importància la realització d'aquest canvi de format: «un tipo de exploración mucho más intuitiva (...) a través de la cual, como críticos/analistas cinematográficos, creo que podríamos acercar nuestro discurso a un público que, ahora mismo, nos da la espalda o, lo que es incluso peor, nos ignora», Tony L. Alarcón; « hay que adaptarse a la falta de atención propia de internet y hay que captar al usuario en los diez primeros segundos», Eva Domínguez.
Si es visualitza la situació actual al voltant d'aquestes noves xarxes socials, amb la presència dels nous personatges de moda anomenats influencers, es poden corroborar des darreres citacions, ja que tan per contingut com llenguatge, aquesta barrera generacional adquireix una notòria presència i repercuteix directament a la crítica artística. Per tant, aquesta s'ha d'actualitzar.